# Carl Friedrich Keil

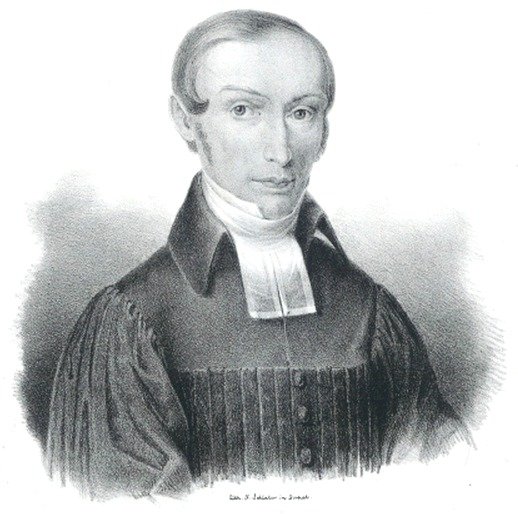
Carl Friedrich Keil

Johann Friedrich Karl Keil (* 26. Februar 1807 in Lauterbach bei Oelsnitz; † 5. Mai 1888 in Rödlitz bei Lichtenstein) war ein deutscher evangelisch-lutherischer Theologen mit dem Schwerpunkt alttestamentliche Exegese.

## Leben
Keil stammte aus einer armen Handwerkerfamilie. 1821 wanderte er nach Sankt Petersburg aus, wo er bei seinem Onkel das Tischlerhandwerk erlernen wollte. Wegen seiner schwächlichen Konstitution wurde ihm jedoch von seinem Onkel der Besuch der deutschen Petrischule ermöglicht, und aufgrund seiner guten Leistungen erhielt er ein Stipendium für ein Theologiestudium, zunächst an der Kaiserlichen Universität Dorpat, danach in Berlin, wo er ein Schüler von Ernst Wilhelm Hengstenberg wurde.
1833 begann Keil seine Tätigkeit an der theologischen Fakultät der Universität Dorpat, wo er mit 31 Jahren außerordentlicher Professor wurde, und rund 25 Jahre lang alt- und neutestamentliche Exegese und orientalische Sprachen lehrte. Nach seiner Pensionierung übersiedelte er 1859 nach Leipzig, wo er auch an seinem Hauptwerk arbeitete: dem gemeinsam mit Franz Delitzsch herausgegebenen Biblischen Commentar über das Alte Testament. Dieser Bibelkommentar wurde auch ins Englische übersetzt und in Nordamerika weit über 100 Jahre lang immer wieder aufgelegt.
Keils Arbeiten waren die eines tiefgläubigen Theologen, der mit seinen fundierten historischen und philologischen Kenntnissen nach einem vollen Verständnis biblischer Texte und nach einer Verteidigung des Wortes Gottes gegen bibelkritische Thesen trachtete.

## Schriften
- Apologetischer Versuch über die Bücher der Chronik und über die Integrität des Buches Esra. Oehmige, Berlin 1833.

(Digitalisat)
- Ueber die Hiram-Salomonische Schiffahrt nach Ophir und Tarsis. Eine biblisch-archäologische Untersuchung. Schünmann, Dorpat 1834. (Digitalisat)
- Apologia Mosaicae traditionis de mundi hominumque originibus exponentis: Commentatio prima. Schünmann, Dorpat 1839. (Digitalisat)
- Der Tempel Salomo's. Eine archäologische Untersuchung. Severin, Dorpat 1839. (Digitalisat)
- Commentar über die Bücher der Könige. Model, Dorpat/Leipzig 1846. (Digitalisat)
- Commentar über das Buch Josua. Heyder, Erlangen 1847. (Digitalisat)
- Lehrbuch der historisch-kritischen Einleitung in die kanonischen Schriften des Alten Testamentes. Heyder & Zimmer, Frankfurt a. M./Erlangen 1853. (Digitalisat)
- Handbuch der biblischen Archäologie. 1. Die gottesdienstlichen Verhältnisse der Israeliten. Heyder & Zimmer, Frankfurt a. M./Erlangen 1858–1859. (Digitalisat Erste Hälfte), 2. Die bürgerlich-socialen Verhältnisse der Israeliten. (Digitalisat)
- Biblischer Commentar über das Alte Testament, Dörffling & Franke, Leipzig: (es folgen nur die von Keil verfassten Bände dieses Kommentarwerks)
  - Teil 1: Biblischer Commentar über die Bücher Mose's
    - Band 1: Genesis und Exodus
    - Band 2: Leviticus, Numeri und Deuteronomium

  - Teil 2: Die prophetischen Geschichtsbücher des Alten Testaments
    - Band 1: Josua, Richter und Ruth
    - Band 2: Die Bücher Samuels
    - Band 3: Die Bücher der Könige

  - Teil 3: Die prophetischen Bücher:
    - Band 2: Biblischer Commentar über den Propheten Jeremia und die Kagelieder
    - Band 3: Biblischer Commentar über den Propheten Ezechiel
    - Band 4: Biblischer Commentar über die zwölf kleinen Propheten
    - Band 5: Biblischer Commentar über den Propheten Daniel

  - Teil 5: Die nachexilischen Geschichtsbücher: Chronik, Esra, Nehemia und Esther, 1870
  - Supplement: Commentar über die Bücher der Makkabäer, 1875
- Commentar über das Evangelium des Matthäus, Leipzig, 1877
- Commentar über die Evangelien Markus und Lukas, Leipzig, 1879
- Commentar über das Evangelium des Johannes, Leipzig, 1881
- Commentar über die Briefe des Petrus und Judas, Dörffling und Franke, Leipzig, 1883
- Commentar über den Brief an die Hebräer, Dörffling und Franke, Leipzig, 1885